# Банк Мексики
Банк Мексики (исп. Banco de México) — центральный банк Мексики.

## История
В 1822 году был намечен проект создания Великого банка Мексиканской Империи, который должен был начать выпуск банкнот. Проект не был реализован. 22 декабря 1822 года выпуск бумажных денег Мексиканской империи начало казначейство. В 1823 году, после провозглашения республики, бумажные деньги периода империи были изъяты из обращения и заменены бумажными песо Казначейства нации.
В 1884 году начат выпуск банкнот частных банков. Количество банков, выпускающих банкноты, быстро росло: Банк Чиуауа с 1884, Коммерческий банк Чиуауа с 1889, Банк Агускалиенте и Банк Чьяпаса с 1902, Банк Кампече с 1903 и др.
В период революции 1910—1917 годов выпускалось большое количество видов денежных знаков «moneda de necesidad» — как бумажных, так и в виде монет. Деньги выпускались штатами, муниципалитетами, воинскими частями, частными компаниями и предпринимателями. Первым выпуск таких денег начал В. Карранса (армия конституционалистов). Низкое качество печати новых денежных знаков способствовало их массовой подделке. Непрекращающаяся эмиссия неразменных бумажных песо привела к падению их курса: 1 серебряный песо = 100 бумажных песо.
В мае 1916 года moneda de necesidad были изъяты из обращения, Мексика вернулась к серебряному стандарту. Конституция, принятая в феврале 1917 года, устанавливала, что монопольное право выпуска банкнот принадлежит банку, находящемуся под контролем правительства.
Банк Мексики был создан 25 августа 1925 под руководством министра финансов Альберто Дж. Пани, официальная церемония состоялась 1 сентября того же года. Ему были предоставлены исключительные полномочия чеканить монеты и печатать банкноты, что является резким отходом от политики прошлого. На банк также была возложена ответственность за обменные курсы, процентные ставки и денежно-кредитное регулирование. Первоначально у розничных банков даже была возможность не сотрудничать с банком. Основными его целями в то время были объединение разрушенной банковской системы, оставшейся после революции, создание гибкой финансовой системы, которая могла бы модернизировать страну, восстановить кредит и вернуть доверие к бумажным деньгам.